# Deutscher Verband für Coaching und Training
Der Deutsche Verband für Coaching und Training (dvct) ist ein deutscher Berufsverband für ausgebildete Coachs und Trainer mit Sitz in Hamburg.

## Ziele und Aktivitäten
Der Verein sieht sich als Qualitätsgarant und Partner für die Themen Coaching und Training. Seine Ziele definiert der Verband folgendermaßen: der dvct vertritt als Berufs- und Fachverband die Interessen seiner Mitglieder, fördert das Ansehen und die Qualifikation der Trainer und Coachs in Deutschland, unterstützt Mitglieder, Organisationen und Personen aus Wirtschaft und Gesellschaft als Ansprech- und Kooperationspartner in den Themen Coaching und Training, definiert und entwickelt das Berufsbild des Coachs und das Berufsbild des Trainers weiter und entwickelt anerkannte Verfahren zur Beurteilung und zur Sicherung von Qualität in den Themen Coaching und Training.
Der Verein definiert Coaching als strukturierten Dialog und hebt hervor: „Professionelles Coaching bietet Hilfe zur nachhaltigen Selbsthilfe. Der Coachee (das ist die Person, die das Coaching in Anspruch nimmt) lernt, wie er selbst Probleme und Konflikte löst und bewältigt. Er bestimmt das Ziel des Coachings, die Kriterien für die Zielerreichung legen Coach und Coachee gemeinsam fest. Während des Coachingprozesses, den der Coach verantwortet, gewinnt der Coachee neue Erkenntnisse, setzt diese in Handlungsalternativen um und lernt, die Wirkungen seines Handelns in seinem Umfeld einzuschätzen.“

### Mitgliedschaft im Verband
Der Verein zählt nach eigenen Angaben 2022 annähernd 1.700 Mitglieder. Voraussetzung für die Mitgliedschaft (als Coach, als Trainer oder als Coach und Trainer) ist die Erfüllung vorgegebener Kriterien bezüglich der fachlichen Eignung im Hinblick auf die Coaching- bzw. Trainerausbildung sowie der Expertise im Hinblick auf Berufserfahrung und Studium bzw. Berufsausbildung.

### Zertifizierungen
Seit 2004 bietet der Verband seinen Mitgliedern die Möglichkeit einer Zertifizierung an. 2017 gab es rund 900 dvct-zertifizierte Coachs und Trainer.
Um die Zertifizierung zu erreichen, ist die Mitgliedschaft im dvct erforderlich, eine schriftliche Ausarbeitung zur eigenen Herangehensweise vorzulegen, eine Live-Demonstration einer Coaching- oder Trainingssituation zu zeigen und ein Fachgespräch zu absolvieren.
Neben dem dvct gibt es mehrere weitere Coaching-Verbände, die eigene Zertifizierungen anbieten.

### Weitere Aktivitäten
2008 stellte der Verein seine Ethik-Richtlinien für Coaching und Training vor. Zuvor hatte 2007 der Deutsche Bundesverband Coaching (DBVC) ein Kompendium Coaching als Profession vorgestellt, das ebenfalls einen Ethik-Kodex enthält. Vorläufer dieser Bestrebungen war die International Coach Federation mit einem eigenen Verhaltenskodex.
Seit 2010 vergibt der Verein jährlich den „Coaching & Training Award“.

## Geschichte
Der Verein wurde 2003 gegründet; kurz nach dieser Gründung wurden weitere Verbände gegründet, die ebenfalls das Ziel der Qualitätssicherung angaben: im Januar 2004 der Deutsche Bundesverband Coaching (DBVC) und ebenfalls im Januar 2004 die Professional Coaching Association (ProC).
In Deutschland besteht kein übergreifender Dachverband der Coaching-Verbände. Eine Auseinandersetzung zwischen dem DBVC und den damals im Roundtable vertretenen Verbänden ICF, dvct und QRC zur Frage einer Dachorganisation flammte 2007 kurz auf und wurde anschließend mit einem Verweis auf weitere Kooperation zwischen den Verbänden beigelegt.

## Struktur des Verbandes
Der Verein hat folgende Organe: die Mitgliedsversammlung, den Vorstand, den Beirat, die Zertifizierungskommission und die Schlichtungsstelle. Die Mitglieder dieser Organe sind satzungsgemäß alle ehrenamtlich tätig. Die Mitgliederversammlung wählt die Mitglieder aller anderen Organe. Der Beirat berät den Vorstand in strategischen Fragen, besteht aus maximal fünf Mitgliedern und kommt mindestens einmal jährlich zusammen.
Zurzeit sind Birgit Thedens, Dr. Lars-Peter Linke, Andrea Beyer und Gudrun Held Vorstände des Verbandes (Stand 2022).